# Klub biatlonu Prostějov
Klub biatlonu Prostějov (zkr. KB Prostějov) je amatérský biatlonový klub, který sídlí ve městě Prostějov. Založený byl 25. května 1990 a věnuje se jak letnímu, tak i zimnímu biatlonu. Tréninky probíhají na střelnici ve Zdětíně. Klub má také mládežnický (juniorský) tým.

## Historie
Klub biatlonu Prostějov byl založen 25. května 1990 Antonínem Duškem, Antonínem Bůžkem
a Radomilem Večeřou. Od roku 1995 klub trénuje na střelnici ve Zdětíně a počínaje stejným rokem se vždy koncem dubna ve sportovním areálu Zdětín koná tradiční regionální závod v letním biatlonu, největší závod v Olomouckém kraji v letním biatlonu. Devadesátá léta 20. století byla pro klub velmi úrodná a úspěchy se sbíraly (převážně v letním biatlonu) jak na domácí, tak i na evropské scéně. Na podzim roku 2009 zemřel šéftrenér a jednatel klubu Radomil Večeřa.

## Názvy klubu
- od 25. května 1990 – Biatlon club junior Prostějov
- od 29. září 1991 – Biatlon club Raška Prostějov
- od ledna 1995 – Biatlon club Prostějov
- od 12. prosince 2001 – Klub biatlonu Prostějov[1]